# Finland i Eurovision Song Contest 2013
Finland kommer att delta i Eurovision Song Contest 2013 i Malmö i Sverige. De kommer att representeras av Krista Siegfrids med låten "Marry Me".

## Uttagningssätt
Den 4 juni 2012 bekräftade Yle sitt deltagande i nästa års upplaga av Eurovision Song Contest då man publicerade reglerna för sin nationella uttagning. Precis som år 2012 kom man att använda Tävlingen för ny musik (Uuden Musiikin Kilpailu) för att utse sitt bidrag. Yle sa inför tävlingen att ett par förändringar skulle göras från den första upplagan.

## Bidrag
Låtar kunde skickas in mellan den 3 september och den 16 september 2012. Enligt reglerna fick artister endast ha med en låt medan låtskrivare fick ha med flera. Låtar som skickades in till UMK fick inte heller vara inskickade till något annat lands uttagning. Totalt skickades det in 470 låtar till tävlingen. En expertjury lyssnade på de inskickade låtarna och valde sedan ut vilka som fick delta i UMK 2013. De 12 utvalda bidragen avslöjades den 3 december, och delar av låtarna kunde höras på TV-bolagets hemsida samma dag. Av dessa var 6 soloartister och 6 musikgrupper. De flesta artisterna som kom att delta i UMK var sedan tidigare okända förutom Diandra som år 2012 vann den sjätte säsongen av finska Idol. Krista Siegfrids deltog bland annat i The Voice of Finland. Den 1 januari 2013 spelades de 12 låtarna för första gången på radion. De hade premiär 13:03 CET på Yle Radio Suomi.
Den 11 januari släpptes de tävlande bidragen på Spotify och för digital nedladdning från andra tjänster som Itunes Store. CD-skivan med alla 12 bidragen gavs ut den 18 januari.

## Program
Den 27 augusti 2012 meddelade Yle att finalen skulle hållas den 9 februari 2013 i arenan Barona Areena i staden Esbo. Biljettförsäljningen till evenemanget öppnade officiellt den 5 november. Medlemmar i OGAE Finland kunde dock köpa biljetter tidigare än så. Tävlingen startade med det första programmet den 27 december 2012. Värdar för programmen var Anne Lainto och Ile Uusivuori.
Den 19 november avslöjades hela schemat för uttagningen. I det första programmet den 27 december introducerades de tolv artisterna samt jury medlemmarna. I nästa två program, den 3 och 10 januari 2013, mötte juryn för första gången de tolv artisterna. Artisternas låtar framfördes dessutom för första gången under dessa två program. I nästa tre program, den 17, 24 och 31 januari, hölls tre livekonserter på nattklubben Circus i Helsingfors. I livekonserterna användes en blandning av telefonröster och jury för att avgöra vilka som fick fortsätta i tävlingen. Från de två första fick 2 bidrag gå direkt till finalen och ytterligare 3 fick gå till den tredje livekonserten som fungerade som en andra chans att ta sig till final. Därmed eliminerades endast ett bidrag från vardera av de två första livekonserterna. I det sista programmet, dvs. finalen, framfördes de 8 återstående bidragen efter att 4 åkt ut under livekonserterna. Detta betyder att 4 av de 6 bidragen i andra chansen, dvs. den tredje livekonserten, gick till final.

### Schema
Alla program visades 21:00 lokal tid på Yle TV2. Också, på high -definition (HD) i YLE HD (1080i). 5.1 Surround finns på YLE HD, också. 
- 27 december 2012: Bidragen och juryn introduceras
- 3 januari 2013: Juryn möter de första 6 deltagarna
- 10 januari 2013: Juryn möter de sista 6 deltagarna
- 17 januari 2013: Livekonsert 1
- 24 januari 2013: Livekonsert 2
- 31 januari 2013: Livekonsert 3 (Andra chansen)
- 9 februari 2013: Final

### Juryn
Den 16 november avslöjades alla jurymedlemmar. De var Tomi Saarinen, Aija Puurtinen, Toni Wirtanen och Redrama (Lasse Mellberg). Harri Hakanen var ledare för juryn. Precis som 2012 kom artisterna att produceras och coachas av Jukka Immonen. Immonen var med och mixade klart de slutgiltiga versionerna av många av artisternas låtar. Strax innan uttagningen startade blev det också klart att Roberto Bellarosa skulle representera Belgien i ESC 2013 med låten "Love Kills", en låt som Immonen varit med och skrivit.

## Omgångar

### Juryprogram
De 12 deltagande bidragen delades upp i två grupper med 6 i varje. Under två program fick artisterna träffa juryn för första gången. Artisterna framförde en demoversion av sin låt och lyssnade sedan på juryns kommentarer.

#### Första programmet
Det första programmet sändes den 3 januari 21:00 lokal tid och följande 6 artister deltog.
- Last Panda
- Rautakoura
- Krista Siegfrids
- Iina Salin
- Great Wide North
- Mikael Saari

#### Andra programmet
Det andra programmet sändes den 10 januari 21:00 lokal tid och följande 6 artister deltog.
- Atlético Kumpula
- Elina Orkoneva
- Lucy Was Driving
- Ilari Hämäläinen
- Diandra Flores
- Arion

### Livekonserter
| Vidare till finalen | Vidare till andra chansen | Utslagen |

De 12 deltagande bidragen delades upp i två grupper som publicerades den 1 januari 2013. Dessa grupper var olika från de som använts i juryprogrammen. Varje grupp bestod av 6 bidrag.

#### Livekonsert 1
Den första livekonserten hölls den 17 januari och sex artister framförda sina låtar. Programmet sändes 21:00 lokal tid, med ett förprogram redan 20:45 och med resultatprogrammet 22:05. Gästartist i den första livekonserten var Anssi Kela som framförde sin nya singel "Levoton tyttö". De två som gick direkt till final var Diandra och Mikael Saari. De tre som gick till andra chansen var lina Salin, Last Panda och Rautakoura. Den som blev eliminerad var Ilari Hämäläinen.
| Artist           | Sång                     | Musik & Text (m & t)                                |
| ---------------- | ------------------------ | --------------------------------------------------- |
| Diandra          | "Colliding Into You"     | Patrick Sarin, Leri Leskinen (m), Sharon Vaughn (t) |
| Iina Salin       | "Last Night"             | Iina Salin (m & t), Tommi Gröhn (m)                 |
| Ilari Hämäläinen | "Sytytä mut vaan"        | Ilari Hämäläinen (m & t)                            |
| Last Panda       | "Saturday Night Forever" | Henry Tikkanen, Aapo Immonen (m & t)                |
| Mikael Saari     | "We Should Be Through"   | Mikael Saari (m & t)                                |
| Rautakoura       | "Ilmalaivalla"           | Lauri Häme (m & t)                                  |

#### Livekonsert 2
Den andra livekonserten hölls den 24 januari och sex artister framförda sina låtar. Programmet sändes 21:00 lokal tid, med ett förprogram redan 20:45 och med resultatprogrammet 22:05. Gästartist i den andra livekonserten var Jesse Kaikuranta. De två som gick direkt till final var Krista Siegfrids och Arion. De tre som gick till andra chansen var Lucy Was Driving, Elina Orkoneva och Great Wide North. Den som blev eliminerad var Atlético Kumpula.
| Artist           | Sång                              | Musik & Text (m & t)                                                          |
| ---------------- | --------------------------------- | ----------------------------------------------------------------------------- |
| Arion            | "Lost In The Woods"               | Iivo Kaipainen (m & t)                                                        |
| Atlético Kumpula | "Paperilyhty"                     | Kyösti Salokorpi (m & t)                                                      |
| Elina Orkoneva   | "He's Not My Man"                 | Elina Orkoneva (m & t)                                                        |
| Great Wide North | "Flags"                           | Kaj Kiviniemi (m & t), Mika Kiviniemi (m)                                     |
| Krista Siegfrids | "Marry Me"                        | Krista Siegfrieds, Erik Nyholm, Kristofer Karlsson, Jessika Lundström (m & t) |
| Lucy Was Driving | "Dancing All Around The Universe" | Lucy Was Driving (m), Otso Koskelo (t)                                        |

#### Livekonsert 3
Den tredje livekonserten hölls den 31 januari och sex artister framförda sina låtar för ytterligare en chans att ta sig till finalen. Programmet sändes 21:00 lokal tid med resultatprogrammet 22:05. Gästartist i den tredje livekonserten var Elonkerjuu. De som gick vidare till final var Great Wide North, Lucy Was Driving, Elina Orkoneva och Last Panda. De som blev utslagna var Iina Salin och Rautakoura.
| Nr | Artist           | Sång                              | Musik & Text (m & t)                         |
| -- | ---------------- | --------------------------------- | -------------------------------------------- |
| 1  | Last Panda       | "Saturday Night Forever"          | Henry Tikkanen (m & t), Aapo Immonen (m & t) |
| 2  | Elina Orkoneva   | "He's Not My Man"                 | Elina Orkoneva (m & t)                       |
| 3  | Rautakoura       | "Ilmalaivalla"                    | Lauri Häme (m & t)                           |
| 4  | Great Wide North | "Flags"                           | Kaj Kiviniemi (m & t), Mika Kiviniemi (m)    |
| 5  | Iina Salin       | "Last Night"                      | Iina Salin (m & t), Tommi Gröhn (m)          |
| 6  | Lucy Was Driving | "Dancing All Around The Universe" | Lucy Was Driving (m), Otso Koskelo (t)       |

### Finalen
Den 6 februari avslöjade Yle startordningen i finalen.
Ansvarig för att skapa pausunderhållningen under telefonomröstningen var Mikael Konttinen. De gästartister som framträdde i finalen var Suvi Teräsniska, Johanna Iivanainen, Hanna Pakarinen, Emma Salokoski, Pernilla Karlsson, Kaisa Vala, Teflon Brothers, Meiju Suvas, Stig, och Scandinavian Hunks.
| Nr | Artist           | Sång                              | Musik & Text (m & t)                                                                                  | Jury  | Tele  | Total | Plats |
| -- | ---------------- | --------------------------------- | --- | ----- | ----- | ----- | ----- |
| 1  | Arion            | "Lost"                            | Iivo Kaipainen (m & t)                                                                                | 13,5% | 7,0%  | 10,2% | 5     |
| 2  | Elina Orkoneva   | "He's Not My Man"                 | Elina Orkoneva (m & t)                                                                                | 11,5% | 5,2%  | 8,4%  | 6     |
| 3  | Lucy Was Driving | "Dancing All Around The Universe" | Lucy Was Driving (m), Otso Koskelo (t)                                                                | 9,6%  | 1,6%  | 5,6%  | 7     |
| 4  | Krista Siegfrids | "Marry Me"                        | Krista Siegfrieds (m & t), Erik Nyholm (m & t), Kristofer Karlsson (m & t), Jessika Lundström (m & t) | 14,6% | 38,6% | 26,6% | 1     |
| 5  | Last Panda       | "Saturday Night Forever"          | Henry Tikkanen (m & t), Aapo Immonen (m & t)                                                          | 9,2%  | 1,4%  | 5,3%  | 8     |
| 6  | Mikael Saari     | "We Should Be Through"            | Mikael Saari (m & t)                                                                                  | 14,6% | 18,4% | 16,5% | 2     |
| 7  | Great Wide North | "Flags"                           | Kaj Kiviniemi (m & t), Mika Kiviniemi (m)                                                             | 14,6% | 12,0% | 13,3% | 4     |
| 8  | Diandra          | "Colliding Into You"              | Patrick Sarin (m), Leri Leskinen (m), Sharon Vaughn (t)                                               | 12,3% | 15,8% | 14,1% | 3     |

## Vid Eurovision
Finland har lottats till att framföra sitt bidrag i den första halvan av den andra semifinalen den 16 maj 2013 i Malmö Arena.